# Stibo DX
Stibo DX A/S (tidligere CCI Europe A/S, Stibo A/S og Aarhus Stiftsbogtrykkerie. Aktieselskab) er en software virksomhed, som udvikler og leverer redaktionelle systemer til mediebranchen. Virksomheden udvikler blandt andet CUE, som nyhedsmedier bruger til at producere og publicere indhold til hjemmesider, smartphones, sociale medier, apps, print, mm.[kilde mangler]
Stibo DX har hovedkontor i Danmark, i Højbjerg ved Aarhus og har derudover kontorer ved Søborg i København, Oslo i Norge, Hamborg i Tyskland, Atlanta i USA, Malaga i Spanien og Dhaka i Bangladesh. Selskabet har gennem tiden opkøbt 3 selskaber: Escenic, RedBadge Consulting og Digital Collections.
Sammen med søster virksomheden, Stibo Systems, indgår Stibo DX i Stibo Software Group.

## Historie
Stibo A/S, som Stibo DX udspringer fra, fører deres historie tilbage til 1794 hvor trykkeren Niels Lund grundlagde Aarhuus Stiftsbogtrykkerie og udgav den første udgave af Aarhuus Stifts Tidender.
I 1927 bliver Aarhuus Stiftsbogtrykkerie solgt til Hans Kiær og det nuværende aktieselskab blev oprettet med navnet Aarhus Stiftsbogtrykkerie. Aktieselskab.
Fra 1988 har Stibo DX været specialiseret i at udvikle redaktionelle systemer til mediebranchen. I 1991 lancerede virksomheden, som på daværende tidspunkt hed CCI Europe, et af verdens første it-baserede værktøjer til redaktionelt sidedesign: CCI LayoutChamp. Siden da har CCI Europe udviklet en række indholdsstyringssystemer (CMS), såsom CCI NewsDesk, CCI NewsGate og CCI Digital Publishing Solution.
I 2013 købte CCI Europe den norske virksomhed Escenic, som udviklede online CMS-systemer. Som resultat blev platformen CUE udviklet og lanceret i 2016. I 2019 opkøber Stibo DX den tyske virksomhed Digital Collections og dettes Digital Asset Management (DAM) system. Dette system re-brandes til CUE DAM og indgår i dag i CUE platformen som et ud af fem produkter under den samlede platform. 

## Organisation og ejerskab
Administrerende direktør er Lars Bjørn Falkenberg, mens bestyrelsesformand er Torben Brandt Munch.
Firmaet er ejet af Stibo Software Group, der er ejet af Stibo Holding A/S, som er ejet at Stibo-Fonden.
Stibo Systems og Stibo Complete er søsterselskaber.